# Sydvästra Skånes kommunalförbund
Sydvästra Skånes kommunalförbund (SSK) var ett kommunalförbund som under 1900-talets sista decennier spelade en framträdande roll för samhällsplanering och i den offentliga debatten. Medlemmar var Malmö, Lunds, Trelleborgs, Burlövs, Kävlinge, Lomma, Staffanstorps, Svedala och Vellinge kommuner. Dessa kommuner kom av SCB att definieras som Stormalmö, Sveriges tredje storstadsområde.
Till kommunalförbundets syften hörde samordning mellan Malmö kommun, som stod utanför Malmöhus läns landsting, och de omgivande kommunerna som tillhörde landstinget.